# 大风歌碑
大风歌碑，位于江苏省徐州市沛县文化馆，是中华人民共和国江苏省文物保护单位之一。
1982年3月25日，授予江苏省文物保护单位，是一座石刻及其他。現存大風歌碑有三塊：漢碑、元碑及甲子碑。大風歌漢碑相傳為蔡邕以篆書所書，缺九字；元碑為元大德年間摹刻，有說明文字；而甲子碑為1984年按漢碑規模由書法家孟昭俊考據重書，沛縣人民政府摹刻復原。